# Iruka Umino
Iruka Umino (うみのイルカ Umino Iruka?) es un personaje de la serie de animación japonesa Naruto. Se trata de un instructor en la academia ninja de Konoha (Aldea de la hoja), y su principal rasgo en un cicatriz horizontal que va de mejilla a mejilla pasando por encima de su nariz, y que le marca desde la niñez. Umino Iruka puede tomarse como umi no iruka (delfín del mar).

## Primera parte
Aparece como sensei de Naruto Uzumaki en la academia, y tiene con él un vínculo especial: ambos carecen de padres desde temprana edad, y dado que no son muy dotados para las artes ninja por naturaleza, en la academia siempre procuraban hacer el payaso para que la gente se fijara en ellos. 
Iruka perdió a sus padres en el ataque de Kurama, cuando tenía unos 11 años, pero a diferencia de otros, supo ver en Naruto a un chico normal y no al zorro destructor, por lo que, por su similitud, lo aprecia, a pesar de sus continuas reprimendas en clase. Es por tanto la primera persona que reconoce a Naruto, y esto es algo muy importante para éste, tanto como para protegerlo en el primer capítulo del ataque de Mizuki. Otra conexión más entre ellos es su gusto por el ramen, en especial el de Ichiraku; su comida más odiada es Maze-Gohan (arroz y verduras cocidas al vapor). Su hobby es ir a las termas y su palabra favorita es "Fe".
No se sabe mucho de sus habilidades, pero es eficiente en los ninjutsu y genjutsu básicos, como se ve antes del examen de chūnin, y por su puesto de instructor. En un episodio del relleno usa una sofisticada trampa de ninjutsu contra Mizuki.
Tras la finalización por parte de Naruto y sus compañeros de la academia, Iruka pasó a ser el sensei de un nuevo grupo entre los que estaban Konohamaru y sus amigos. Durante la invasión a Konoha se mantuvo con sus alumnos en un refugio para protegerlos, por lo que no participó activamente en la batalla.
En la serie nunca ha mostrado grandes habilidades como ninja.

## Más de Iruka
Es un profesor Chūnin en la Academia Ninja, es respetado por los más ancianos de la Villa y por sus alumnos también. Iruka era el único llegó a comprender y cuidar de Naruto cuando nadie más lo hacía (Cosa que lo hizo seguir avanzando aunque fallara constantemente). Para Naruto él es más que un profesor, es un amigo y quizás lo más parecido a un padre, queriéndolo como tal y recibiendo el mismo cariño de Iruka. Por la manera en como trata y mira a Naruto sabemos que lo quiere como a un hermano menor.

## Segunda parte
En la segunda parte no se aprecian diferencias, aún posee el mismo rango y trabajo, así como un aspecto básicamente idéntico.Cuando Iruka decide buscar a Naruto después de su regreso lo encuentra en el Ichiraku Ramen donde se da cuenta de que ya no es un ninja débil a quien deba proteger ya que empieza a recordar que desde que era un niño. Naruto le dice a Iruka que piensa vencerlo pero Iruka dice que no es tan débil como cree. En el manga 420 cuando Pain estaba invadiendo Konoha para capturar al Kyubi, quería saber donde estaba Naruto pero no se lo dijo y cuando lo iba a matar aparece Kakashi y así Iruka huye con los heridos y Kakashi entabla una batalla con el líder de Akatsuki.
•=== Misiones Completas ===•
- Rango D: 88
- Rango C: 83
- Rango B: 90
- Rango A: 2
- Rango S: 0